# Лужки (Ивано-Франковская область)
Лужки (укр. Лужки) — село в Витвицкой сельской общине Калушского района Ивано-Франковской области Украины.
Население по переписи 2001 года составляло 280 человек. Занимает площадь 16,36 км². Почтовый индекс — 77530. Телефонный код — 3477.